# Donald Miller
Pour les articles homonymes, voir Miller.
Donald L. Miller (né en 1944) est un biographe et un historien américain. Il enseigne au Lafayette College en Pennsylvanie,,. Il est consultant pour des productions télévisées et cinématographiques, notamment pour les chaînes PBS et HBO. Il reçoit un Ph.D. de l'université du Maryland et rejoint le Lafayette College en 1978. Il enseigne aussi à l'université Cornell, au Graduate Center de l'université de la Ville de New York, et à l'université d'Oxford,.

## Filmographie
- A Biography of America (PBS, 2000)[7]
- American Experience: Victory in the Pacific (PBS, 2005)[8]
- WWII in HD (History Channel, 2009)[9],[10]
- American Experience: The Bombing of Germany (PBS, 2010)[11],[12]

## Récompenses
- Great Lakes National Book Award for Outstanding Book (2009), WWII Magazine
- Victorian Society's Book of the Year
- Van Artsdalen Award for Outstanding research.
- Resident scholar at All Souls College, Oxford
- Crayenborgh Lecturer à l'université de Leyde, Pays-Bas.